# Il cacciatore di fortuna
Il cacciatore di fortuna (The Outcast) è un film del 1954 diretto da William Witney.
È un western statunitense con protagonisti John Derek, Joan Evans, Jim Davis e Catherine McLeod. È basato sul racconto del 1951 Red Horizon di Todhunter Ballard.

## Trama
Jet Cosgrave, dopo aver lasciato il paese natale quando era un ragazzo, dopo 7 anni di assenza vi ritorna, deciso a rivendicare con ogni mezzo la proprietà del ranch di famiglia, che, a suo parere, era stato fraudolentemente assegnato, alla morte di suo padre, in virtù di un testamento contraffatto, allo zio Linton, ora un maggiorente locale.
Jet assolda una squadra di pistoleros guidati da Dude Rankin, che tuttavia si dimostra troppo violenta anche per un uomo privo di scrupoli come Jet. In conseguenza di ciò la banda di Duke cambia bandiera e si mette al servizio dello zio Linton.
Alla faida famigliare si innesta l’intervento dei Polsen, allevatori insediati nel podere vicino, che in passato avevano avuto rapporti ambivalenti con entrambi i lati della famiglia Cosgrave. Intercorsi amorosi intervengono fra Judy Polsen e Jet, che peraltro non tralascia di corteggiare Alice Austin, la promessa sposa di Linton, non foss’altro che per far dispetto allo zio.
La situazione si risolve dopo un gran spargimento di sangue ed un duello finale fra Jet e lo zio.

## Produzione
Il film, diretto da William Witney su una sceneggiatura di John K. Butler e Richard Wormser e un soggetto di Todhunter Ballard (autore del racconto), fu prodotto da William J. O'Sullivan, come produttore associato, per la Republic Pictures e girato dal 15 settembre a metà ottobre 1953. I titoli di lavorazione furono The Fortune Hunter e Red Horizon. Alcune sequenze girate a Cañon City, nel Mountain Meadow Ranch nella Wet Mountain Valley e presso il fiume Arkansas, intorno a Florence.

## Distribuzione
Il film fu distribuito con il titolo The Outcast negli Stati Uniti dal 15 agosto 1954 al cinema dalla Republic Pictures.
Altre distribuzioni:
- in Giappone il 30 agosto 1954
- in Svezia il 28 febbraio 1955 (Farlig mark)
- in Germania Ovest il 10 giugno 1955 (Brandmal der Rache)
- in Francia il 27 luglio 1955 (Les proscrits du Colorado)
- in Portogallo il 12 agosto 1955 (O Tropel dos Vingadores)
- in Danimarca il 24 ottobre 1955 (På lovens grund)
- in Belgio il 9 dicembre 1955 (De fortuinjager) (Les proscrits du Colorado)
- in Austria nel 1956 (Brandmal der Rache)
- in Finlandia il 14 marzo 1958 (Koston merkki)
- in Brasile (Tropel dos Vingadores)
- nel Regno Unito (The Fortune Hunter)
- nel Regno Unito (The Outcast)
- in Grecia (Oi tyhodioktes tou Colorado)
- in Italia (Il cacciatore di fortuna)
- in Norvegia (Kampen om Cirkel C-Ranchen)

## Critica
Secondo il Morandini il film è un "western Republic di serie, convenzionale, ma con un'efficace sfilata di duelli rusticani e furibonde galoppate". Il Trucolor risulterebbe, comunque, "orrendo".

## Promozione
Le tagline sono:
- THE WEST AT ITS WILDEST!
- SEE...A stampede that shook the plains of Colorado!
- SEE...Reckless violence and love to win the "Circle C" ranch!
- SEE...The gang war in a torrent of hate!
- THEY FOUGHT FOR THE RIGHT TO LIVE AND LOVE...for the biggest stakes in Colorado!